# It’z Icy
It’z Icy – pierwszy minialbum południowokoreańskiej grupy Itzy, wydany 29 lipca 2019 roku przez wytwórnię JYP Entertainment. Płytę promował singel „Icy”.

## Lista utworów
| CD | CD                            | CD                                  | CD | CD                                      | CD      |
| Nr | Tytuł utworu                  | Tekst                               | Kompozycja | Aranżacja                               | Długość |
| -- | ----------------------------- | ----------------------------------- | --- | --------------------------------------- | ------- |
| 1. | „Icy”                         | J.Y. Park "The Asiansoul", Penomeco | J.Y. Park "The Asiansoul", Cazzi Opeia, Ellen Berg Tollbom, Daniel Caesar, Ludwig Lindell, Ashley Alisha, Cameron Neilson, Lauren Dyson | J.Y. Park "The Asiansoul", Lee Hae-seul | 3:11    |
| 2. | „Cherry”                      | Ellie Suh (153/Joombas)             | Michael Fonseca, Mac Montgomery, JAX, Dan Henig                                                                                         | Omega & Demn                            | 3:10    |
| 3. | „It’z Summer”                 | JQ, Shin Sae-rom, Kako              | Poptime, Kako | Poptime, Kako                           | 3:18    |
| 4. | „Dalla Dalla” (DallasK Remix) | Galactika                           | Galactika, Athena | DallasK                                 | 3:11    |
| 5. | „Want It?” (Imad Royal Remix) | Lee Seu-ran, Tommy Park             | Emile Ghantous, Keith Hetrick, Allison Gillis, Aimee Proal, Whitney Phillips, Erin Beck                                                 | Emile Ghantous, Keith Hetrick           | 3:28    |

## Notowania
| Lista                              | Pozycja |
| ---------------------------------- | ------- |
| South Korean Albums (Circle)       | 3       |
| Hungarian Albums (MAHASZ)          | 38      |
| Japanese Albums (Oricon)           | 12      |
| Japanese Digital Albums (Oricon)   | 10      |
| Japan Hot Albums (Billboard Japan) | 32      |
| US Billboard 200                   | 20      |
| US Heatseekers Albums (Billboard)  | 19      |
| US World Albums (Billboard)        | 11      |

## Nagrody w programach muzycznych
| Program                | Data             | Źródło |
| ---------------------- | ---------------- | ------ |
| Show Champion (MBC M)  | 7 sierpnia 2019  | [ 10 ] |
| Show Champion (MBC M)  | 14 sierpnia 2019 | [ 11 ] |
| Show Champion (MBC M)  | 21 sierpnia 2019 | [ 12 ] |
| M Countdown (Mnet)     | 8 sierpnia 2019  | [ 13 ] |
| M Countdown (Mnet)     | 22 sierpnia 2019 | [ 14 ] |
| Show! Music Core (MBC) | 10 sierpnia 2019 | [ 15 ] |
| Show! Music Core (MBC) | 17 sierpnia 2019 | [ 16 ] |
| Show! Music Core (MBC) | 24 sierpnia 2019 | [ 17 ] |
| Inkigayo (SBS)         | 11 sierpnia 2019 | [ 18 ] |
| Inkigayo (SBS)         | 25 sierpnia 2019 | [ 19 ] |
| Music Bank (KBS2)      | 16 sierpnia 2019 | [ 20 ] |
| Music Bank (KBS2)      | 23 sierpnia 2019 | [ 21 ] |

## Sprzedaż
| Kraj             | Sprzedaż |
| ---------------- | -------- |
| Korea Południowa | 190 044  |
| Japonia          | 9811     |